# Ẋ
Das Ẋ (kleingeschrieben ẋ) ist ein Buchstabe des lateinischen Schriftsystems. Er besteht aus einem X mit Überpunkt.
Der Buchstabe wurde im lateinischen Alphabet der tschetschenischen Sprache verwendet, die von 1925 bis 1940 und von 1992 bis 2000 benutzt wurde. Das Ẋ stellte dort den stimmlosen epiglottalen Frikativ dar, während das normale X den stimmlosen velaren Frikativ darstellte. Seine Entsprechung im kyrillischen Alphabet ist der Digraph Хь.

## Darstellung auf dem Computer
Unicode enthält das Ẋ an den Codepunkten U+1E8A (Großbuchstabe) und U+1E8B (Kleinbuchstabe).